# 8418-as mellékút (Magyarország)
A 8418-as számú mellékút egy bő 12 kilométer hosszú, négy számjegyű országos közút Győr-Moson-Sopron vármegye területén, Koroncó települést köti össze a két szomszédos várossal – a megyeszékhely Győrrel és Téttel –, illetve a térségen végighúzódó 83-as főúttal.

## Nyomvonala
A Győrhöz tartozó Ménfőcsanak délnyugati szélén ágazik ki a 83-as főút lakott területeket elkerülő szakaszából, annak a 66+450-es kilométerszelvénye táján, délnyugat felé. Mintegy másfél kilométer után éri el a város határszélét, egy darabig még a határvonalat kíséri, de a 3. kilométere elérésekor már teljesen Koroncó területén húzódik. A községet 4,5 kilométer után éri el, települési neve a központig Győri út, onnan délebbre Téti utca. A 6. kilométerénél már újra külterületek közt halad, és még a 8. kilométere előtt átlépi Tét határát. Lakott helyeket innentől már nemigen érint – leszámítva Ürgehegy üdülőövezetét és Lesvárpusztát –, véget is külterületek közt ér, beletorkollva a 8417-es útba, annak az 5+500-as kilométerszelvénye közelében.
Teljes hossza, az országos közutak térképes nyilvántartását szolgáló kira.gov.hu adatbázisa szerint 12,151 kilométer.

## Települések az út mentén
- Győr-Ménfőcsanak
- Koroncó
- (Tét)